# Черепица, Валерий Николаевич
Вале́рий Никола́евич Черепи́ца (бел. Валерый Мікалаевіч Чарапіца; род. 1 января 1945, станция Жудилово Унечского района Брянской области) — советский и белорусский историк, педагог, краевед, публицист и общественный деятель. Кандидат исторических наук (1979), профессор (1991). Действительный член Петровской академии наук и искусств (с 2014). Один из авторов «Православной энциклопедии».
Декан исторического факультета Гродненского государственного университета имени Янки Купалы (1978—1995). Профессор и заведующий кафедрой истории славянских государств Гродненского государственного университета имени Янки Купалы (1995—2015). Профессор кафедры всеобщей и славянской истории Гродненского государственного университета имени Янки Купалы (с 2015). Профессор кафедры социально-гуманитарных наук Гродненского государственного медицинского университета (с 2019).

## Биография
Родился 30 декабря 1944 года в рабочей семье на станции Жудилово в Унечском районе Брянской области. В 1946 году семья переехала на родину отца, в Белоруссию. Жили вначале в Гродно, а затем в городе Лида. Отец — машинист паровоза, мать — домохозяйка, растившая троих детей.
В 1963 году окончил русскую среднюю школу № 3 г. Лида.
В 1964—1967 годах находился на действующей военной службе в авиации ПВО СССР.
В 1970 году окончил исторический факультет Гродненского государственного педагогического института.
Уже в студенческие годы начал изучать историю русско-белорусско-польских взаимосвязей как в прошлом, так и в настоящем.
После окончания работал диктором-комментатором Гродненской областной студии телевидения.
После окончания аспирантуры в Гродненском педагогическом институте, в 1979 году защитил кандидатскую диссертацию в Белорусском государственном университете на тему «Революционные связи Белоруссии и Польши в 70-80-х годах XIX века» (специальность 07.00.02 — история СССР.
В 1979—1980 годах проходил научную стажировку в Варшавском университете, результатом чего стал выход первой научной монографии.
В 1970—1975 годах — преподаватель и в 1975—1978 годах — старший преподаватель кафедры истории СССР и БССР, в 1979—1991 года — доцент кафедры истории СССР, истории славянских государств, 1978—1995 годы — декан исторического факультета, 1989—1990 годы — заведующий кафедрой истории Беларуси Гродненского государственного университета.
В 1982 году присвоено учёное звание доцента, а в 1991 году — учёное звание профессора.
C 1996 по 2015 год — профессор и заведующий кафедрой истории славянский государств, с 2015 года — профессор кафедры всеобщей и славянской истории Гродненского государственного университета имени Янки Купалы.
С 2019 года — профессор кафедры социально-гуманитарных наук Гродненского государственного медицинского университета.

## Научная и педагогическая деятельность
Занимается исследованием белорусско-российско-польских взаимосвязей, проблем межконфессиональных отношений и истории Православной Церкви в Белоруссии. Является автором работ по архивоведению, источниковедению, историографии, историческому краеведению, славяноведению, военной истории. Читает курсы по историографии истории России, архивоведению, славяноведению, а также спецкурсы по исторической культуре, истории Русской Православной Церкви и русской цивилизации, которые преимущественно базируются на материалах собственных исследований. В. Н. Черепица много делает по популяризации истории Беларуси с позиций западнорусской школы в историографии.
Подготовил 8 кандидатов исторических наук, 29 магистров исторических и педагогических наук.

## Общественная деятельность
Член Союза писателей Беларуси (Минск) и Международного писательского фонда (Москва). Входит в состав Президиума Белорусского отделения Петровской Академии наук и искусств. Является членом правления нескольких общественно-политических организаций: Белорусского славянского комитета, Республиканского центра просвещения имени Евфросинии Полоцкой, Гродненской областной организации «Союзная общественная палата». Был в числе учредителей общественного объединения «Белая Русь». Выступает за максимальное сближение славянских народов перед угрозами современной действительности, поддерживает интеграционные процессы на постсоветском пространстве.

## Научные труды

### Монографии
Опубликовано свыше шестисот научных, историко-публицистических и учебно-методических работ, из которых тридцать — монографии. Наиболее значимые из них:
- Черепица, В.Н. «…И клятву верности сдержали»: Очерки военной истории Гродненской губернии (1812—1915 годы) / В. Н. Черепица. — Гродно : ГрГУ, 2017. — 457 с.
- Черепица, В. Н. Повседневная жизнь пенсионеров на постсоветском пространстве в 1990 годы (по материалам частной переписки) / В. Н. Черепица. — Белград : Издательство международного электронного журнала «Аспект» http://aspekts.su , 2018. — 71 с.
- Черепица, В. Н. Избирательная кампания 1912—1913 годов в Гродненской губернии: технология проведения, противостояние общественных группировок, портреты активных участников. — Лида : «Лидская типография», 2019. — 303 с.
- Черепица, В. Н. Там, где Неман несет свои воды: Гродненщина в жизни и творчестве писателей и деятелей искусств России (вторая половина XIX — начало XXI века) / В. Н. Черепица. — Гродно : ГрГУ, 2020. — 387 с.
- Czerepica Walery. Związki rewolucjonistów Białorusi i Polski w latach 70-80 XIX wieku. — Warszawa: PWN, 1985. — 160 s.
- Черепица, В. Н. Истоки : Очерки из истории русско-белорусско-польских революционных и культурных связей XIX — начала XX вв. / В. Н. Черепица. — Гродно : ГрГУ, 1991. — 110 c.
- Чарапіца В. М. Са скарбніцы кніжных паліц (Нарысы пра аўтографы даследчыкаў гісторыі Беларусі ў канцы XIX- пачатку XX стагоддзяў). — Минск: БелНДЦДААС, 1994. — 175 с.
- Черепица, В. Н. Польское национальное движение в Белоруссии (последняя треть XIX века) : Факты-события-комментарии / В. Н. Черепица. — Гродно : ГрГУ, 1996. — 142 c.
- Черепица, В. Н. Преодоление времени : Исторические очерки и миниатюры / В. Н. Черепица. — Минск, 1996. — 231 c.
- Черепица, В. Н. Дай нам руку в непогоду : Деятели русской культуры XIX — начала XX веков и Гродненщина : Ист.-документ.очерки и публицистика / В. Н. Черепица. — Гродно : ГрГУ, 1997. — 129 c.
- Черепица, В. Н. Михаил Осипович Коялович : История жизни и творчества / В. Н. Черепица. — Гродно : ГрГУ, 1998. — 326 c.
- Черепица, В. Н. Гродненский Православный некрополь (с древнейших времен до начала XX в.) / В. Н. Черепица. — Гродно : ГрГУ, 2001. — 228 c.
- Черепица, В. Н. Очерки истории Православной Церкви на Гродненщине : с древнейших времен до наших дней. Ч. 1 / В. Н. Черепица. — Гродно : ГрГУ, 2001. — 315 c.
- Черепица, В. Н. Очерки истории Православной Церкви на Гродненщине : с древнейших времен до наших дней. Ч. 2 / В. Н. Черепица. — Гродно : ГрГУ, 2005. — 439 c.
- Черепица, В. Н. Не потерять связующую нить : История Гродненщины XIX—XX столетий в событиях и лицах (исследования, документы, комментарии) / В. Н. Черепица. — Гродно : ГрГУ, 2003. — 420 c.
- Черепица, В. Н. История и повседневность в жизни агента пяти разведок Эдуарда Розенбаума / В. Н. Черепица. — Гродно : ГрГУ, 2005. — 319 c.
- Черепица, В. Н. Город-крепость Гродно в годы Первой мировой войны : мероприятия гражданских и военных властей по обеспечению обороноспособности и жизнедеятельности / В. Н. Черепица. — Гродно : ГрГУ, 2006. — 535 с.
- Черепица, В. Н. Счастье жить для других : Западнобелорусские последователи религиозно-философского учения Л. Н. Толстого. 1921—1939 г.г. / В. Н. Черепица. — Гродно : ГрГУ, 2007. — 519 с.
- Черепица, В. Н. Звенья цепи единой : большие и малые события в истории Ггродненщины XIX—XX столетий / В. Н. Черепица. — Гродно : ГрГУ, 2009. — 607 с.
- Черепица, В. Н. Чтобы помнили : уроженцы Гродненщины — жертвы политических репрессий в СССР (1937—1938) / В. Н. Черепица, И. В. Бойко. — Гродно : ГрГУ, 2010. — 424 с.
- Черепица, В. Н. От Волковыска до Харбина. Торгово-промышленная династия Скидельских (конец XIX — середина XX в.) в документах и материалах. / В. Н. Черепица. — Гродно: ГрГУ, 2011. — 287 с.
- Черепица, В. Н. Военная история Гродненской губернии (1812—1914): события, факты, лица. / В. Н. Черепица. — Саарбрюкен: LAP LAMBERT Academic Publishing, Germany, 2012. — 270 с.
- Черепица, В. Н. Уходили в поход на врага: партизанская бригада имени Кастуся Калиновского в 1943—1944 г. (По документам и материалам архива начальника штаба С. В. Чудинова) / В. Н. Черепица. — Гродно: Гродненская типография, 2012. — 479 с.
- Черепица, В. Н. Гродно, Студенческая, 3: История дома и жизни его обитателей. Век ХХ. / В. Н. Черепица. — Гродно: ГрГУ, 2012. — 435 с.
- Черепица, В. Н. Гродненский исторический калейдоскоп: очерки истории, историографии и источниковедения. / В. Н. Черепица. — Гродно: ГрГУ, 2014. — 599 с.
- Ермоленко, В. А., Черепица, В. Н. 400 имен: жизнеописания видных деятелей истории и культуры Гродненщины (с древнейших времен до начала XX века). — Гродно: Гродненская типография, 2014. — 464 с.

### Статьи
- Черепица В. Н. Батюшков Помпей Николаевич // Православная энциклопедия. — М., 2002. — Т. IV : Афанасий — Бессмертие. — С. 385. — 752 с. — 39 000 экз. — ISBN 5-89572-009-9.
- Черепица В. Н. Бохан Дорофей Дорофеевич // Православная энциклопедия. — М., 2003. — Т. VI : Бондаренко — Варфоломей Эдесский[англ.]. — С. 115. — 752 с. — 39 000 экз. — ISBN 5-89572-010-2.
- Харкевич Я., Черепица В. Н., Шешко А. В. Гавриил Белостокский // Православная энциклопедия. — М., 2005. — Т. X : Второзаконие — Георгий. — С. 200–202. — 752 с. — 39 000 экз. — ISBN 5-89572-016-1.

## Награды
Награждён 11 медалями СССР, БССР и РБ, а также медалями ряда политических партий и общественных объединений РФ, РБ и Чешской Республики. Наиболее значимые награды — медаль Франциска Скорины (2000), орден Франциска Скорины (2009), медаль «За заслуги» перед ГрГУ им. Янки Купалы. Отмечен за значительный вклад в подготовку педагогических кадров, высокие научные достижения и активную общественную деятельность Почетными грамотами Верховного совета БССР (1978), Национального собрания РБ (2004), Министерства образования РБ (2014). Лауреат премии имени Александра Дубко Гродненского областного исполнительного комитета «За творческие достижения в области культуры и искусств» (2012).
Белорусская Православная Церковь Московского Патриархата отметила труды профессора В. Н. Черепицы медалью преподобного Елисея Лавришевского и медалью святителя Кирилла Туровского за создание трудов по истории Церкви и сотрудничество с Минскими духовными школами (2015).